# 天主教圣安热卢教区
天主教聖安熱盧教區（拉丁語：Dioecesis Angelopolitana），是巴西一個天主教教區，位於東南部南大河州西北部，包括五十市。屬聖瑪麗亞總教區。
教區成立於1961年5月22日。2010年有教友395,000人，佔總人口73.0%。有四十個堂區、司鐸八十一人。現任教區主教為利羅·文德利諾·莫伊雷爾。